# Stilo (Włochy)

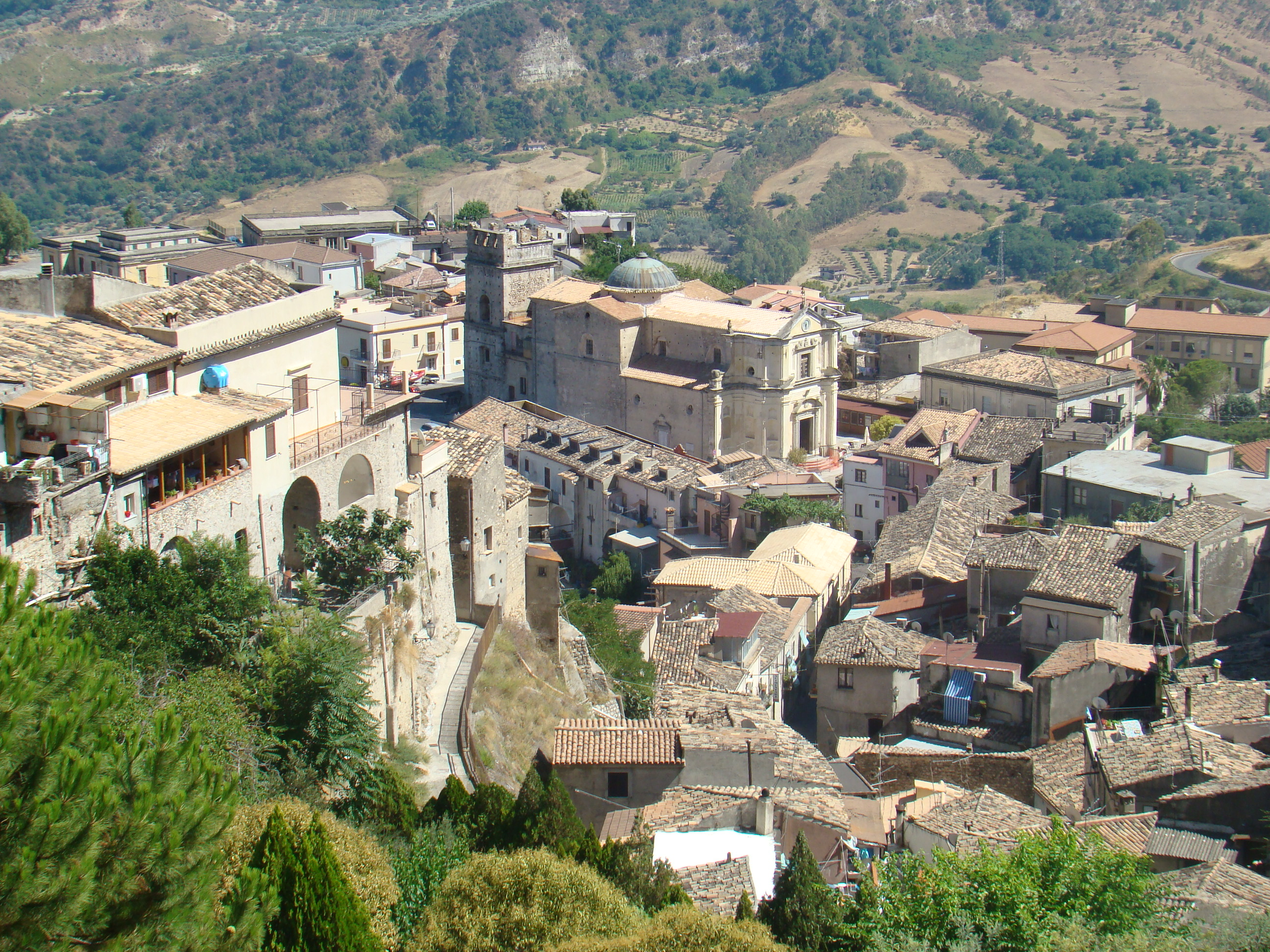
Panorama Stilo

Stilo – miejscowość i gmina we Włoszech, w regionie Kalabria, w prowincji Reggio Calabria. Stilo rywalizuje ze Stignano o to, w której z tych miejscowości urodził się Tommaso Campanella, gdyż w przeszłości Stignato było częścią gminy Stilo.
Według danych na rok 2004 gminę zamieszkiwało 2813 osób, 36,1 os./km².
Stilo położone jest na wschodnim stoku góry Consolino, kilka km od Morza Jońskiego. Nazwa Stilo pochodzi z greckiego słowa oznaczającego kolumnę.
Założone prawdopodobnie w VII wieku. Mieszkańcy wybrzeży zostali wówczas zmuszeni przez Saracenów do ucieczki przez półwysep Stilo i dalej, do podnóża góry Consolino. Znana historia Stilo rozpoczyna się w okresie panowania Normanów. Miasto otrzymało wówczas autonomię terytorialną i administracyjną, stając się miastem Korony, bezpośrednio podległym panującemu. Miasto było również niezależne ekonomicznie dzięki rozwojowi górnictwa. Bezpośrednia podległość władcom kontynuowana była również podczas panowania dynastii Szwabów, Andegawenów i Aragończyków. Stilo jest miejscem urodzenia wielu znanych ludzi, m.in. malarza Francesco Cozza, kartografa Domenico Vigliarolo i prawdopodobnie filozofa Tommaso Campanella.
Do najcenniejszych zabytków Stilo należą: la Cattolica, katedra, kościół św. Dominika (San Domenico) z XVII wieku, kościół św. Franciszka (San Francesco) z początku XVIII stulecia, kościół św. Jana (San Giovanni) z XVII wieku i zamek normandzki z XI wieku.

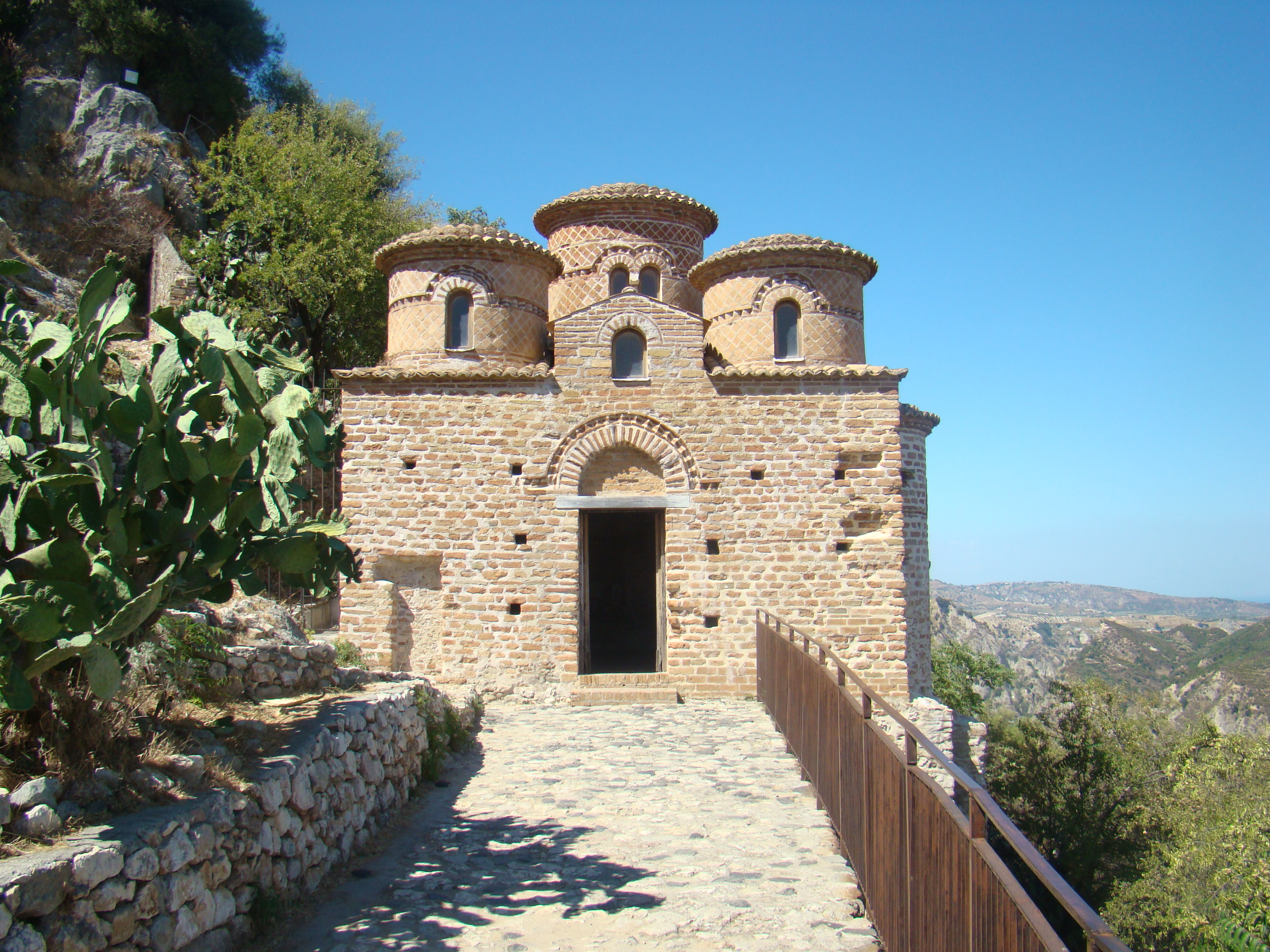
La Cattolica

LA CATTOLICA jest małym kościółkiem grecko-bizantyjskim z X wieku. Jego nazwa pochodzi od greckiego słowa katholiké = powszechny. Położony jest on na stoku góry Consolino. Mniej lub bardziej kwadratowe fasady pokryte są warstwą czerwonych cegieł, połączonych na spojeniach zaprawą murarską. Kościół posiada zwartą bryłę; zwieńczony jest pięcioma okrągłymi kopułami, pokrytymi czerwoną dachówką. Centralna kopuła jest nieco większa i wyższa od pozostałych czterech, ułożonych symetrycznie wokół głównej. Wnętrze podtrzymują cztery kolumny dzielące całość na dziewięć kwadratów o tej samej wielkości. Na ścianach znajduje się pięć fresków o dużej wartości artystycznej.
Kościół katedralny pod wezwaniem Matki Boskiej Bolesnej (Chiesa Cattedrale dell’Addolorata), zwana też kolegiatą pod wezwaniem Świętej Marii od Wszystkich Świętych (Collegiata di S. Maria d’Ognissanti), została zbudowana w roku 1300. Posiada majestatyczny, romańsko-gotycki portal, a we wnętrzu cenny ołtarz. Zachowała się także cenna kolekcja sprzętu liturgicznego, wykonanego w złocie, lub w złoconym srebrze.